# Malpartida de Cáceres
Malpartida de Cáceres é um município da Espanha na comarca de Cáceres, província de Cáceres, comunidade autónoma da Estremadura. Tem 33,7 km² de área e em 2021 tinha 4 060 habitantes (densidade: 120,5 hab./km²). Faz parte da Mancomunidade de Tejo-Salor. Está ligado à rede ferroviária portuguesa através do Ramal de Cáceres.

## Demografia
| Variação demográfica do município entre 1991 e 2004 [carece de fontes?] | Variação demográfica do município entre 1991 e 2004 [carece de fontes?] | Variação demográfica do município entre 1991 e 2004 [carece de fontes?] | Variação demográfica do município entre 1991 e 2004 [carece de fontes?] |
| ----------------------------------------------------------------------- | ----------------------------------------------------------------------- | ----------------------------------------------------------------------- | ----------------------------------------------------------------------- |
| 1991                                                                    | 1996                                                                    | 2001                                                                    | 2004                                                                    |
| 3 956                                                                   | 4 338                                                                   | 4 324                                                                   | 4 368                                                                   |

## Património
- Museu Vostell Malpartida — museu de arte contemporânea.